# Onurcan Piri
Onurcan Piri (Giresun, 28 settembre 1994) è un calciatore turco, portiere del Kayserispor.

## Carriera

### Club
Cresciuto nel settore giovanile del Giresunspor, debutta in prima squadra il 31 ottobre 2012, in occasione dell'incontro di Türkiye Kupası perso per 0-3 contro il Mersin İ. Yurdu. Nel gennaio 2014 viene acquistato dal Bursaspor, compiendo di fatto un doppio salto di categoria. Mai impiegato dalla squadra di Bursa, nell'aprile del 2015 rimane svincolato.
Nella sessione estiva di calciomercato dello stesso anno, viene tesserato dal K. Erciyesspor. Anche qui non viene mai impiegato e nel gennaio 2016 rimane nuovamente svincolato. In estate viene ingaggiato dall'Ankara Adliyespor, con cui disputa due stagioni in quarta divisione. Nel 2018 si trasferisce al Çorum, sempre in quarta divisione. Nel 2019 fa ritorno al Bursaspor, con cui però gioca solo un incontro in coppa.
Nel gennaio 2020 ritorna al Giresunspor, con cui ottiene la promozione nella massima serie turca al termine della stagione 2020-2021. Il 13 settembre 2021 esordisce in Süper Lig, in occasione dell'incontro perso per 1-0 contro l'Alanyaspor.

### Nazionale
Ha giocato nelle nazionali giovanili turche Under-19 ed Under-21. Ha inoltre fatto parte della rosa della nazionale turca Under-20 che ha partecipato al Mondiale di categoria nel 2013, nel quale non è però mai sceso in campo.

## Statistiche

### Presenze e reti nei club
Statistiche aggiornate al 20 gennaio 2023.
| Stagione                 | Squadra                  | Campionato               | Campionato | Campionato | Coppe nazionali | Coppe nazionali | Coppe nazionali | Coppe continentali | Coppe continentali | Coppe continentali | Altre coppe | Altre coppe | Altre coppe | Totale | Totale |
| Stagione                 | Squadra                  | Comp                     | Pres       | Reti       | Comp            | Pres            | Reti            | Comp               | Pres               | Reti               | Comp        | Pres        | Reti        | Pres   | Reti   |
| ------------------------ | ------------------------ | ------------------------ | ---------- | ---------- | --------------- | --------------- | --------------- | ------------------ | ------------------ | ------------------ | ----------- | ----------- | ----------- | ------ | ------ |
| 2012-2013                | Giresunspor              | 2L                       | 1          | -1         | CT              | 1               | -3              |                    | -                  | -                  |             | -           | -           | 2      | -4     |
| 2013-gen. 2014           | Giresunspor              | 2L                       | 10         | -9         | CT              | 0               | 0               |                    | -                  | -                  |             | -           | -           | 10     | -9     |
| Totale Giresunspor       | Totale Giresunspor       | Totale Giresunspor       | 11         | -10        |                 | 1               | -3              |                    | -                  | -                  |             | -           | -           | 12     | -13    |
| gen.-giu. 2014           | Bursaspor                | SL                       | 0          | 0          | CT              | -               | -               | UEL                | -                  | -                  |             | -           | -           | 0      | 0      |
| 2014-apr. 2015           | Bursaspor                | SL                       | 0          | 0          | CT              | 0               | 0               | UEL                | 0                  | 0                  |             | -           | -           | 0      | 0      |
| Totale Bursaspor         | Totale Bursaspor         | Totale Bursaspor         | 0          | 0          |                 | 0               | 0               |                    | 0                  | 0                  |             | -           | -           | 0      | 0      |
| 2016-2017                | Ankara Adliyespor        | 3L                       | 18         | -25        | CT              | 1               | -2              |                    | -                  | -                  |             | -           | -           | 19     | -27    |
| 2017-2018                | Ankara Adliyespor        | 3L                       | 23         | -25        | CT              | 0               | 0               |                    | -                  | -                  |             | -           | -           | 23     | -25    |
| Totale Ankara Adliyespor | Totale Ankara Adliyespor | Totale Ankara Adliyespor | 41         | -50        |                 | 1               | -2              |                    | -                  | -                  |             | -           | -           | 42     | -52    |
| 2018-2019                | Çorum                    | 3L                       | 30+1       | -30 + -1   | CT              | 0               | 0               |                    | -                  | -                  |             | -           | -           | 31     | -31    |
| 2019-gen. 2020           | Bursaspor                | 1L                       | 0          | 0          | CT              | 1               | -1              |                    | -                  | -                  |             | -           | -           | 1      | -1     |
| gen.-giu. 2020           | Giresunspor              | 1L                       | 2          | -5         | CT              | -               | -               |                    | -                  | -                  |             | -           | -           | 2      | -5     |
| 2020-2021                | Giresunspor              | 1L                       | 19         | -11        | CT              | 2               | -1              |                    | -                  | -                  |             | -           | -           | 21     | -12    |
| 2021-2022                | Giresunspor              | SL                       | 6          | -6         | CT              | 2               | -4              |                    | -                  | -                  |             | -           | -           | 8      | -10    |
| 2022-2023                | Giresunspor              | SL                       | 19         | -29        | CT              | 0               | 0               |                    | -                  | -                  |             | -           | -           | 19     | -29    |
| Totale Giresunspor       | Totale Giresunspor       | Totale Giresunspor       | 46         | -51        |                 | 4               | -5              |                    | -                  | -                  |             | -           | -           | 50     | -56    |
| Totale carriera          | Totale carriera          | Totale carriera          | 129        | -142       |                 | 7               | -11             |                    | 0                  | 0                  |             | -           | -           | 136    | -153   |